# Balder (Schiff, 1899)
Die Balder ist ein historisches Plattbodenschiff, das heute am IJsselmeer und in der Nordsee im Chartergeschäft genutzt wird.

## Geschichte
Die Balder wurde im Jahr 1899 als Frachtschiff für holländische Küsten- und Binnengewässer auf der Werft De Goede in Zwartsluis gebaut und trug ursprünglich den Namen  Goede Verwachting. Die Baukosten betrugen 2650 Gulden. Im Jahr 1951 erhielt sie einen Decksantrieb mit einem Humboldt Deutz Diesel-Motor, der 20 PS leistete. Über die Jahre transportierte die Balder Getreide, Viehfutter, Kunstdünger, Zement und Holz. 1978 wurde sie für die Personenschifffahrt umgebaut und an der holländischen Küste bis in die Ostsee nach Dänemark eingesetzt. 1990 erfolgte die Umbenennung in Balder, angelehnt an die Gottheit der Germanen. Seit 1997 gehört das Schiff Paul Bakker, dem 24. Eigner, und wird im Chartergeschäft genutzt. Als Teil der Friesevloot nimmt die Balder regelmäßig an Veranstaltungen für Plattbodensegelschiffe an der holländischen Küste teil.

## Das Schiff
Die Balder ist vom Schiffstyp eine traditionelle Tjalk, also ein historischer niederländischer, einmastiger Segelschifftyp für den Gütertransport im und am Wattenmeer und für flache Küsten- und Binnengewässer. Das Baujahr wird mit 1899 angegeben. Die Länge des Schiffes beträgt über alles 30 Meter, die Rumpflänge 22 Meter. Die Tjalk ist fünf Meter breit und der Tiefgang beträgt maximal einen Meter. An beiden Seiten des Schiffsrumpfes sind mittschiffs großformatige um die horizontale Achse schwenkbare Seitenschwerter in Brettform angebracht. Die Takelung besteht aus einem großen Gaffelsegel mit kurzer Gaffel und langem Großbaum sowie einem Stagsegel (Focksegel) und optional ein Klüver. Die nutzbare Segelfläche wird mit 200 Quadratmetern angegeben. Die Bedienung der Schoten erfolgt von Hand. Die Fallen werden ebenfalls händisch bedient bzw. über Handwinschen. Als Hilfsmotor dient ein Dieselmotor von Mercedes mit einer Leistung von 96 kW. Nachträglich im Schiff verbaut wurde ein Trinkwassertank mit einem Füllvermögen von 1500 Litern und ein Abwassertank mit derselben Größe.